# Acer trifidum
Acer trifidum é uma espécie de árvore do gênero Acer, pertencente à família Aceraceae.